# Jeu de dames (film, 1973)
Pour plus de détails, voir Fiche technique et Distribution.
Jeu de dames est un film français réalisé par Christian Lara, sorti en 1973.

## Fiche technique
- Titre : Jeu de dames
- Autres titres :
  - L'Institutrice
  - Sex Revolution
- Réalisation : Christian Lara, assisté d'Yves Ellena
- Scénario : Christian Lara
- Dialogues : Christian Lara et Jacques Ralf
- Photographie : Daniel Gaudry
- Son : Gérard Tilly
- Costumes : Jean Barthet
- Musique : Jean Claudric
- Montage : Monique Bonnot
- Société de production : Euro-Images - Pala Productions - R.O.C.
- Pays d'origine :  France
- Durée : 106 minutes
- Date de sortie : France, 17 mai 1973

## Distribution
- Danielle Palmero : Françoise
- Michèle Perello : Nora
- Georges de Caunes : Pierre
- Pauline Larrieu : Muriel